# Calotes grandisquamis
Calotes grandisquamis là một loài thằn lằn trong họ Agamidae. Loài này được Günther mô tả khoa học đầu tiên năm 1875.

## Hình ảnh

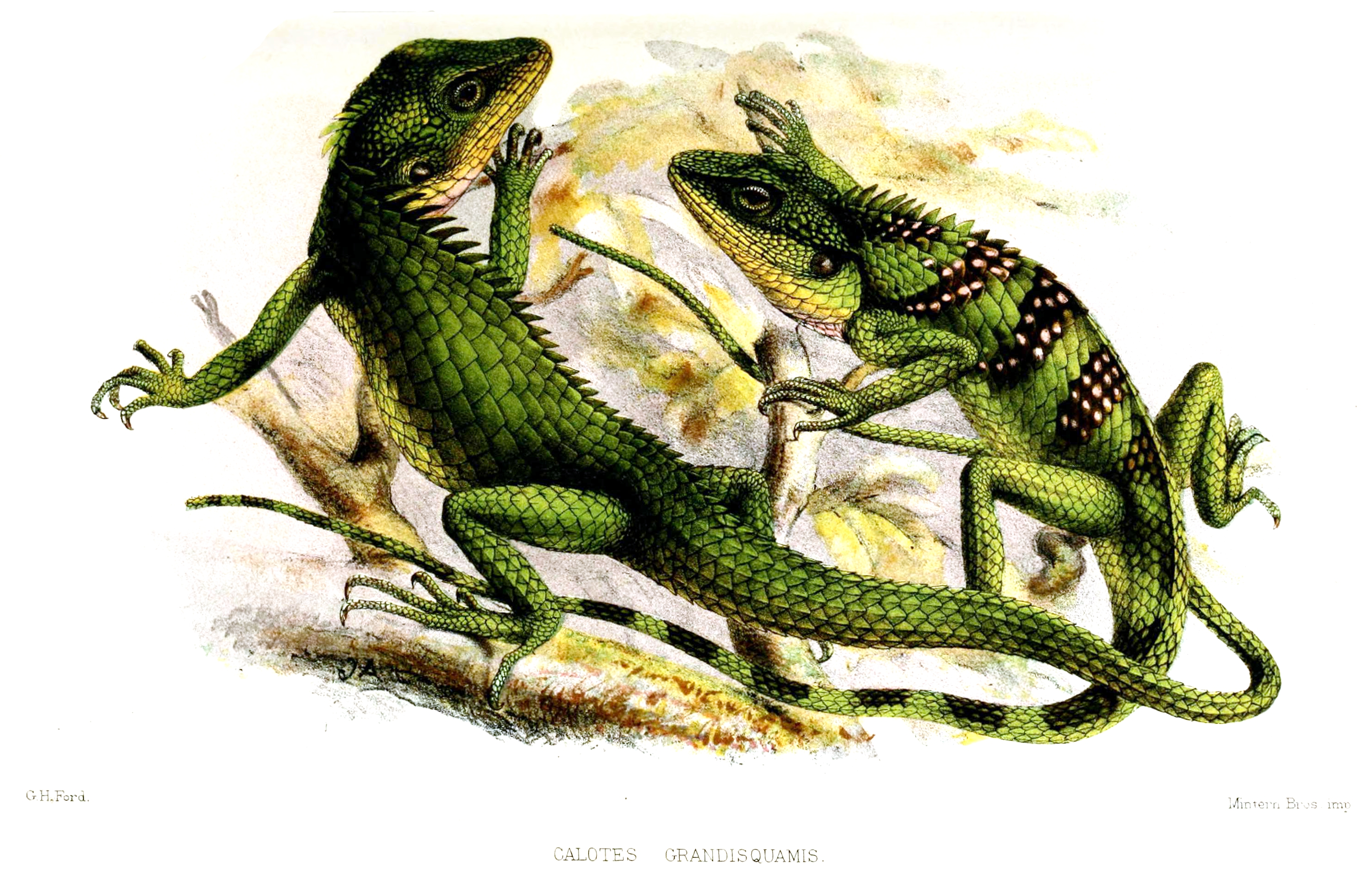
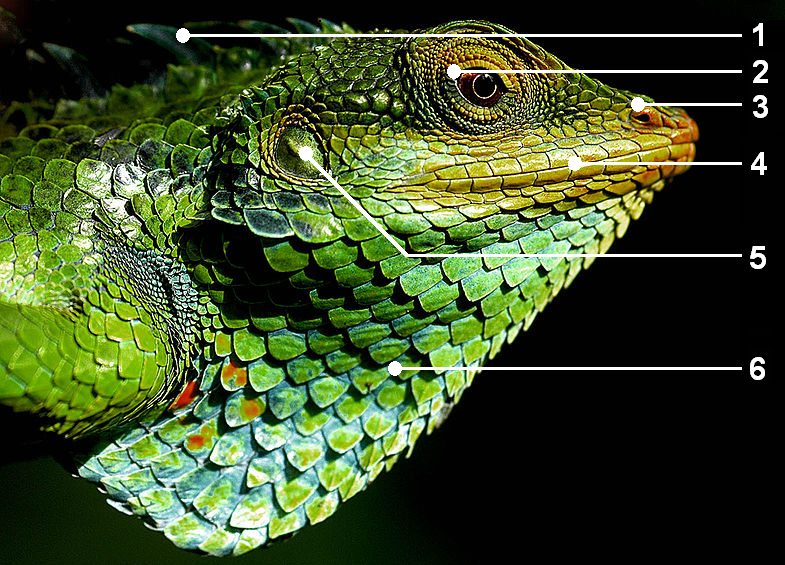